# USL League Two de 2019
A temporada 2019 da USL League Two foi a 25ª temporada do que foi anteriormente a Premier Development League, e a primeira sob a nova marca. A temporada regular começou no dia 3 de maio e terminou no dia 14 de julho. O Flint City Bucks conquistou o título da competição ao derrotar o Reading AC por 1-0 na prorrogação.

## Mudanças de 2018

### Novas equipes
Um total de 12 novos clubes membros se juntam ao PDL para a temporada de 2019. 
| Equipe                      | País | Área da cidade                   | Estádio                                | Fundado | Treinador         | Notas    |
| --------------------------- | ---- | -------------------------------- | -------------------------------------- | ------- | ----------------- | -------- |
| Cedar Stars Rush            | EUA  | Teaneck, Nova Jersey             | Fairleigh Dickinson University         | 2018    | TBA               | Expansão |
| Dalton Red Wolves SC        | EUA  | Dalton, Geórgia                  | David Stanton Field                    | 2018    | Drew Courtney     | Expansão |
| Daytona SC                  | EUA  | Daytona Beach, Flórida           | Daytona Stadium                        | 2019    | TBA               | Expansão |
| Discoveries SC              | EUA  | Rock Hill, Carolina do Sul       | Complexo de Futebol Manchester Meadows | 1986    | TBA               | Expansão |
| Flórida Elite SA            | EUA  | Jacksonville, Flórida            | Bartram Trail High School              | 2014    | TBA               | Expansão |
| Green Bay Voyageurs FC      | EUA  | Ashwaubenon, Wisconsin           | Parque da Union Credit Union           | 2018    | Brian Kamler      | Expansão |
| Manhattan SC                | EUA  | Bronx, Nova Iorque               | Parque gaélico Randall's Island        | 2018    | TBA               | Expansão |
| Park City Red Wolves SC     | EUA  | Park City, Utah                  | Campo Dozier                           | 2018    | Patrick Rennie    | Expansão |
| South Georgia Tormenta FC 2 | EUA  | Statesboro, Georgia              | Campo águia                            | 2016    | TBA               | Expansão |
| Sarasota Metropolis FC      | EUA  | Sarasota, Flórida                | Complexo Comunitário Robert L. Taylor  | 2019    | Massimo Marazzina | Expansão |
| Virginia Beach United FC    | EUA  | Virginia Beach, Virginia         | Virginia Beach Sportsplex              | 2019    | Matt Ellinger     | Expansão |
| Wake FC                     | EUA  | Holly Springs, Carolina do Norte | Ting Park                              | 2019    | Gary Heale        | Expansão |

### Movimentos
- Michigan Bucks tornou-se Flint City Bucks [19]

### Mudanças de nome
- North County United renomeado paraTreasure Coast Tritons
- West Virginia Chaos renomeado para West Virginia Alliance FC
- Carolina Dynamo renomeado para North Carolina Fusion U-23 [20]

### Em hiato
- Fresno FC U-23 [21]

### Equipes de Saída
- Birmingham Hammers (dissolvido para dar lugar ao Birmingham Legion FC na USL Championship )
- Colorado Rapids U-23
- Derby City Rovers
- FC Cleburne
- FC Tucson (transferido para USL League One )
- Lansing United (se desfez para abrir caminho para o Lansing Ignite FC na USL League One )
- Memphis City FC (se desfez para abrir caminho para o Memphis 901 FC no USL Championship )
- Myrtle Beach Mutiny
- Next Academy Palm Beach
- OKC Energy U23
- South Georgia Tormenta FC (mudou-se para USL League One )
- SIMA Aguilas